# Iwanowskoje (spasskij sielsowiet, rejon wołogodzki)
Iwanowskoje (ros. Ивановское) – wieś w Rosji, w rejonie wołogodzkim obwodu wołogodzkiego. W 2010 r. liczyła 13 mieszkańców.